# Nuovomondo
Nuovomondo é um filme de drama italiano de  dirigido e escrito por Emanuele Crialese. Foi selecionado como represente da Itália à edição do Oscar , organizada pela Academia de Artes e Ciências Cinematográficas.

## Elenco
- Charlotte Gainsbourg
- Vincenzo Amato
- Francesco Casisa
- Filippo Pucillo
- Vincent Schiavelli
- Mohamed Zouaoui